# 伍法岳
伍 法岳（ご ほうがく、Fa-Yueh Wu, 1932年1月5日 - 2020年1月21日）は、固体物理学と統計力学を研究し、貢献した中国生まれの理論物理学者・数理物理学者・数学者である。

## 生涯

### 生い立ち
1932年1月5日に、中華民国湖南省石門県で、立法院議員の伍家宥を父に、龔蔚英(1935年死去)を母に、その第四子として生まれる。
蔣介石政権の臨時首都が重慶に置かれるのは1938年12月だが、
それより前の1937年に父や継母と共に重慶に疎開し、そこの小学校に入学する。
しかし、度重なる重慶爆撃により、一か所に定住することができなかった。
1943年、当時重慶に疎開していた南開中学に入学する。
汪兆銘政権崩壊後に再び蔣介石政権の首都となった南京の鍾英中學に、1946年に転校する。
1948年には長沙に移り、明徳中学に転校する。
1949年に国共内戦のため父や継母と共に台湾へ逃れるが、
大陸に残留した四人の兄弟姉妹とは離散し、
伍法岳は北京で1979年に再会するものの、彼の両親は大陸に残してきた自分たちの子供との再開を果たせないまま亡くなった。

### 中華民国海軍
1949年に中華民国海軍機械学校に入学し、一年後電気工学科に入り、
1954年に学士号を得て、1954年から1956年まで中華民国海軍に勤務し、海軍中尉となる。
1955年、アメリカのサンフランシスコでレーダー工学を半年間勉強するために選抜される。
彼はレーダーとソナーの専門家であった。
また、象棋の名手でもあった。

### 物理学
1957年に国立清華大学に入学し、1959年6月に原子科學研究所物理組で修士号を取得した。
その後、奨学金を得てアメリカに行き、
ユージン・フェーンベルグ
の下で多体問題を研究して、
1963年にセントルイス・ワシントン大学で博士号を取得した。
1963年バージニア工科大学、1967年にノースイースタン大学で助教授を務め、1969年に准教授、1975年に教授に就任。1989年から大学特別教授を務め、1992年からマシューズ特別教授を務めた。
数多くの学術論文がある。
2006年に退職した後、名誉教授となる。
2020年1月21日、マサチューセッツ州ニュートンの自宅で死去。

## 脚註
1. ↑  著名物理学家伍法岳
2. ↑  Professor Fa Yueh "Fred" Wu
3. ↑  伍法岳
4. ↑  Ground State of Liquid Helium (Mass 4), 1961
5. ↑  Theory of the Fermion Liquid 1962
6. ↑  The Ground State of Liquid He4 1962
7. ↑  Brief Biography of Fa Yueh Wu
8. ↑  講座大師伍法岳（Fa-Yueh Wu）簡介
9. ↑  WorldCat Identities
10. ↑  FA-YUEH WU – CURRICULUM VITAE

## 著作
- Lieb, Wu Two dimensional ferroelectric models. In: Domb, Green (Hrsg.): Phase transitions and critical phenomena. Band 1. Academic Press, 1972, S. 331–490 (Vertex-Modelle)
- Wu, Fa-Yueh (1982). “The potts model”. Reviews of modern physics (APS) 54 (1):  235. doi:10.1103/RevModPhys.54.235.
- Wu, FY (1992). “Knot theory and statistical mechanics”. Reviews of modern physics (APS) 64 (4):  1099. doi:10.1103/RevModPhys.64.1099.
- Wu, FY (1994). Knot Invariants and Statistical Mechanics: a Physicist's Perspective. World Scientific. pp. 452-467. doi:10.1142/9789812798275_0014
- Exactly solvable models – a journey in statistical mechanics. Selected Papers with commentaries. World Scientific, 2009 (In: Chinese Journal of Physics, Band 40, 2002, No. 4)